# حيان الرويبض
حيان الرويبض إحدى قرى محافظة المفرق الأردنية، وتتبع لقضاء بلعما وهي تقع إلى الشمال الشرقي من العاصمة عمان، ويقطنها أبناء عشيرة الخوالدة والزواهره الذين يعمل أغلبهم في مؤسسات الدولة المختلفة فيما يعتاش القليل منهم من تربية الأغنام.
يتجاوز عدد سكان حيان الرويبض 6 الاف نسمه وينتمي عدد كبير من اهلها في الدوائر العسكريه والحكوميه.